# 明和電機

明和電機的土佐信道以自製樂器進行表演

明和電機，是日本的新銳設計及表演團體，以自製的樂器表演並且販售而聞名於日本。其表演經紀人是吉本興業。

## 特色

### 表演藝術與商品銷售
明和電機另類表演團體，該團體表演用的樂器，並非一般音樂所用的正規樂器，而是由該團體的“社長”土佐信道（とさ のぶみち）自行開發出來的。他帶著自製樂器的原型，到各地表演，土佐並將這些樂器交由玩具廠量產販賣，藉由表演的機會銷售這些樂器。這些樂器利用簡單的機械及物理原理所設計出來。

### 中小企業的風格
由於明和電機早年是貨真價實的製造業中小企業。土佐為了突顯此一特色，表演時穿的是一般工廠常有的工作服。而土佐將表演活動自稱為“產品銷售”，表演的樂器也被其稱為‘產品’，用來表演的樂器原型常會發生故障，這時土佐會化身為工廠技師，拿出準備工具以排除故障。表演團員間也以社長、副社長、經理、工作員等的工廠風格的稱呼相稱。營造出純樸、搞笑與荒謬的風格。

### 多角化經營
土佐除了表演及販售產品外，還有出書圖解玩具的設計原理及機制，連表演時穿的藍色工廠制服也當成產品在賣，以及表演的CD專輯等。是個不像工廠的工廠，不像表演藝人的藝人。

## 簡史
- 1961年：土佐信道的父親土佐阪一成立明和電機，為松下電器及東芝等大公司代工真空管。
- 1979年：公司關門大吉。
- 1993年5月：土佐阪一的兩個兒子土佐正道（兄，社長）及土佐信道（弟，副社長）借用父親公司的名字，以表演藝術而讓公司重出江湖。
- 1993年9月：明和電機獲得Sony Music Entertainment(Japan)Inc.主辦的音樂藝術大賽得獎。從1994年到1998年擔任該公司的旗下藝人。
- 1995年10月至1996年3月：在東京電視台的節目表演。
- 1996年1月：首張表演專輯CD《提供  明和電機》發行。
- 1996年4月：首次發售量產產品。
- 1998年10月：表演經紀人轉為吉本興業。
- 2001年：土佐正道離職，由胞弟升任社長。

## 海外演出
2015年，明和電機獲邀請出席香港K11 Design Month 2015，除了產品展覽外，明和電機亦有到場參與現場表演。

## 产品
- Otamatone

## 著作
- （土佐正道・土佐信道　著）1997年　NTT出版　ISBN 487188533X
- （明和電機　著）1998年　出版　ISBN 4757200315

## 外部連結
- 明和電機 （页面存档备份，存于） 官方網站（日語）
- 明和電機 YouTube （页面存档备份，存于）
- 明和電機的X（前Twitter）
- エーデルワイス（日語）
- 上京十年土佐正道[永久]（日語）
- 國家藝術基金會（台灣） 對於明和電機的介紹（中文）

1. ↑  K11 Design Store x「明和電機」另類樂器表演